# Huế
Huế is een stad gelegen in centraal Vietnam die bestuurstechnisch gezien op gelijke hoogte met de provincies staat. De stad heeft ongeveer 1.236.393 inwoners.

## Geschiedenis
Huế werd voor het eerst genoemd in de tweede eeuw v.Chr. Het was toen het militaire machtscentrum van de Chinezen in het koninkrijk Nam Việt. Rond 200 kwam de stad in handen van de inheemse Cham. Huế was daarna nog herhaaldelijk in handen van de Chinezen tot het in 1306 werd opgenomen in het koninkrijk Đại Việt (Annam).
In 1558 kwam de stad in handen van de Nguyen-heren en in de 17e en 18e eeuw was Huế hun hoofdstad. Zij bouwden Dai Noi, de citadel van Huế. De stad was de keizerlijke hoofdstad van Vietnam tussen 1802 en 1945 onder de Nguyen-dynastie. Aan de rivier de Hương ligt de voormalige keizerlijke stad die gebouwd is naar het voorbeeld van de Verboden Stad in Peking. In 1949 verloor Huế definitief haar rol van hoofdstad ten koste van Saigon.
De stad leed schade tijdens de eerste fase van de Vietnamoorlog (1946-1954). In de stad waren burgerprotesten in 1963 en in 1965. Tijdens het Tet-offensief (1968) is er in deze stad zwaar gevochten tussen Amerikaanse mariniers en het Zuid-Vietnamese leger aan de ene kant en de Vietcong en het Noord-Vietnamese leger (NVA) aan de andere kant. Bij deze gevechten is het keizerlijk paleis grotendeels vernietigd. Tijdens de bezetting van Huế werden door de NVA massa-executies uitgevoerd waarbij ongeveer 4000 zogenaamde 'witten' (mensen die ervan verdacht werden anticommunistisch te zijn) werden gedood. Na de gevechten werden deze in tientallen massagraven rondom het stadion van Huế teruggevonden. Na de oorlog is de stad herbouwd en zijn de monumenten hersteld.
Met ingang van 1 januari 2025 werd de provincie Thừa Thiên Huế, waarvan Huế de hoofdstad was, opgedoekt en kwam de stad Huế in de plaats zonder dat nog sprake was van een overkoepelende provincie. De stad zelf is opgedeeld in negen districten.

## Districten
- Thuận Hóa
- Phú Xuân
- Huong Thuy
- Huong Tra
- Phong Dien
- A Lưới
- Phú Lộc
- Phu Vang
- Quang Dien

## Cultuur
In 1993 zijn een aantal monumenten in Huế door UNESCO tot werelderfgoed verklaard. Centrum is de citadel of de keizerlijke stad van Huế, die omringd is met een muur van 11 km. Daarnaast zijn er de forten Tran Binh Dai en Tran Hai Thanh om de stad te beschermen voor aanvallen langs de rivier of vanop zee. Buiten de keizerlijke stad zijn er nog monumenten zoals de tempels Van Mieu en Den Voi Re, de esplanade Dan Nam Giao, de pagode Chua Thien Mu, Ho Quyen en de grafmonumenten van de keizers van de Nguyen-dynastie.
De universiteit van Huế werd opgericht in 1957.
Sinds 1960 is de stad de zetel van het rooms-katholieke aartsbisdom Huế.

## Geografie en klimaat
De stad ligt in een vlakte tussen de Zuid-Chinese Zee en een bergketen (Chaîne Annamitique). De brede rivier de Hương stroomt door de stad.
In de wintermaanden (september tot april) vallen er overvloedige moessonregens in de streek. De zomers zijn relatief droog. De gemiddelde jaarlijkse neerslag schommelt tussen 2.600 en 2.900 mm.

## Verkeer en vervoer
De Internationale Luchthaven Phu Bai ligt circa 15 kilometer ten zuiden van de stad.
De stad is via de weg en via de spoorlijn Hanoi - Ho Chi Minhstad verbonden met het noorden en het zuiden van het land.

## Geboren
- Ngô Đình Diệm (1901-1963), president van Zuid-Vietnam (1955-1963)
- Thich Nhat Hanh (1926-2022), monnik, vredesactivist, dichter en schrijver

## Stedenband
- Honolulu (Verenigde Staten)